# Stor-Lappträsket (Råneå socken, Norrbotten)
Stor-Lappträsket är en sjö i Bodens kommun i Norrbotten och ingår i Råneälvens huvudavrinningsområde. Sjön är 16,8 meter djup, har en yta på 9,31 kvadratkilometer och befinner sig 49 meter över havet. Stor-Lappträsket ligger i Råneälven Natura 2000-område. Sjön avvattnas av vattendraget Rörån (Livasälven).

## Delavrinningsområde
Stor-Lappträsket ingår i det delavrinningsområde (735591-177043) som SMHI kallar för Utloppet av Stor-Lappträsket. Medelhöjden är 83 meter över havet och ytan är 52,06 kvadratkilometer. Räknas de 68 avrinningsområdena uppströms in blir den ackumulerade arean 1 020,5 kvadratkilometer. Rörån (Livasälven) som avvattnar avrinningsområdet har biflödesordning 2, vilket innebär att vattnet flödar genom totalt 2 vattendrag innan det når havet efter 56 kilometer. Avrinningsområdet består mestadels av skog (69 procent). Avrinningsområdet har 9,86 kvadratkilometer vattenytor vilket ger det en sjöprocent på 18,9 procent.